# 静かなる復讐
『静かなる復讐』（スペイン語: Tarde para la ira）は、2016年にスペインで製作されたスリラー映画。ラウール・アレバロの初監督作品である。

## 公開
2016年9月2日に第73回ヴェネツィア国際映画祭のオリゾンティ部門でプレミア上映された。2016年のトロント国際映画祭のディスカバリー部門でも上映されている。日本では2017年8月に「カリテ・ファンタスティック! シネマコレクション2017」の一環としてシネマカリテで公開され、その後Cinema KOBEでも公開された。劇場公開に先駆けて、ネットフリックスでは『物静かな男の復讐』という邦題で放送されている。

## 評価
2017年1月の第4回フェロス賞では7部門にノミネートされ、ドラマ作品賞・監督賞（ラウール・アレバロ）・脚本賞（ラウール・アレバロ&ダビド・プリード）・助演男優賞（マノロ・ソロ）・助演女優賞（ルース・ディアス）の5部門で受賞した。2月の第31回ゴヤ賞では11部門にノミネートされ、作品賞・脚本賞（ラウール・アレバロ&ダビド・プリード）・新人監督賞（ラウール・アレバロ）・助演男優賞（マノロ・ソロ）の4部門で受賞した。

## 出演者
- アントニオ・デ・ラ・トーレ : ホセ役
- ルイス・カジェホ（英語版） : クーロ役
- アリシア・ルビオ（スペイン語版） : カルメン役
- ルース・ディアス（スペイン語版） : アナ役
- フォント・ガルシア
- ラウール・ヒメネス : フアンホ役
- チャニ・マルティン
- マノロ・ソロ（英語版） : トリアナ役

## 受賞とノミネート
| 映画賞          | 部門           | 対象                                                               | 結果       |
| --------------- | -------------- | ------------------------------------------------------------------ | ---------- |
| 第4回フェロス賞 | ドラマ作品賞   | ドラマ作品賞                                                       | 受賞       |
| 第4回フェロス賞 | 監督賞         | ラウール・アレバロ                                                 | 受賞       |
| 第4回フェロス賞 | 脚本賞         | ラウール・アレバロ ダビド・プリード                                | 受賞       |
| 第4回フェロス賞 | 主演男優賞     | アントニオ・デ・ラ・トーレ                                         | ノミネート |
| 第4回フェロス賞 | 助演男優賞     | マノロ・ソロ                                                       | 受賞       |
| 第4回フェロス賞 | 助演女優賞     | ルース・ディアス                                                   | 受賞       |
| 第4回フェロス賞 | ポスター賞     | ポスター賞                                                         | ノミネート |
| 第31回ゴヤ賞    | 作品賞         | 作品賞                                                             | 受賞       |
| 第31回ゴヤ賞    | 主演男優賞     | アントニオ・デ・ラ・トーレ                                         | ノミネート |
| 第31回ゴヤ賞    | 助演男優賞     | マノロ・ソロ                                                       | 受賞       |
| 第31回ゴヤ賞    | 新人男優賞     | ラウール・ヒメネス                                                 | ノミネート |
| 第31回ゴヤ賞    | 新人女優賞     | ルース・ディアス                                                   | ノミネート |
| 第31回ゴヤ賞    | 脚本賞         | ラウール・アレバロ ダビド・プリード                                | 受賞       |
| 第31回ゴヤ賞    | 新人監督賞     | ラウール・アレバロ                                                 | 受賞       |
| 第31回ゴヤ賞    | 撮影賞         | アルナウ・バルス・コロメル                                         | ノミネート |
| 第31回ゴヤ賞    | 編集賞         | アンヘル・エルナンデス・ソイド                                     | ノミネート |
| 第31回ゴヤ賞    | 音響賞         | ダニエル・デ・サジャス セサル・モリーナ ホセ・アントニオ・マノベル | ノミネート |
| 第31回ゴヤ賞    | 衣装デザイン賞 | アルベルト・バルカルセル クリスティーナ・ロドリゲス                | ノミネート |